# Elaeoluma schomburgkiana
Elaeoluma schomburgkiana är en tvåhjärtbladig växtart som först beskrevs av Friedrich Anton Wilhelm Miquel, och fick sitt nu gällande namn av Henri Ernest Baillon. Elaeoluma schomburgkiana ingår i släktet Elaeoluma och familjen Sapotaceae. Inga underarter finns listade i Catalogue of Life.